# La dama prudente
La dama prudente è una commedia teatrale di Carlo Goldoni, scritta e rappresentata nel 1751.

## Trama
Don Roberto prova rammarico nel vedere la consorte donna Eularia servita, secondo i costumi dell'epoca, da due cicisbei (cavalieri serventi) reciprocamente gelosi l'uno dell'altro e lui stesso si rammarica di essere un po' geloso.